# 1. division 1982
La 1. Division 1982 è stata la 69ª edizione della massima serie del campionato danese di calcio conclusa con la vittoria del Odense, al suo secondo titolo.
Capocannoniere del torneo fu Ib Jacquet del Vejle con 20 reti.

## Classifica finale
|    | Classifica     | G  | V  | N  | P  | GF | GS | DR  | Pti |
| -- | -------------- | -- | -- | -- | -- | -- | -- | --- | --- |
| 1  | Odense         | 30 | 18 | 5  | 7  | 51 | 28 | +23 | 41  |
| 2  | AGF            | 30 | 16 | 8  | 6  | 61 | 37 | +24 | 40  |
| 3  | B 1903         | 30 | 14 | 7  | 9  | 41 | 29 | +12 | 35  |
| 4  | Brøndby (*)    | 30 | 14 | 6  | 10 | 57 | 36 | +19 | 34  |
| 5  | Lyngby         | 30 | 12 | 10 | 8  | 45 | 36 | +9  | 34  |
| 6  | Hvidovre IF    | 30 | 12 | 9  | 9  | 35 | 30 | +5  | 33  |
| 7  | Vejle          | 30 | 14 | 5  | 11 | 44 | 41 | +3  | 33  |
| 8  | Næstved        | 30 | 12 | 8  | 10 | 36 | 36 | +0  | 32  |
| 9  | Kolding IF (*) | 30 | 8  | 14 | 8  | 34 | 38 | -4  | 30  |
| 10 | Køge BK        | 30 | 11 | 7  | 12 | 47 | 42 | +5  | 29  |
| 11 | Esbjerg fB     | 30 | 12 | 4  | 14 | 40 | 50 | -10 | 28  |
| 12 | B 93           | 30 | 7  | 13 | 10 | 45 | 44 | +1  | 27  |
| 13 | Ikast FS       | 30 | 9  | 7  | 14 | 34 | 45 | -11 | 25  |
| 14 | B 1901         | 30 | 7  | 9  | 14 | 28 | 54 | -26 | 23  |
| 15 | KB             | 30 | 6  | 6  | 18 | 44 | 66 | -22 | 18  |
| 16 | B 1909 (*)     | 30 | 5  | 8  | 17 | 36 | 66 | -30 | 18  |

(*) Squadre neopromosse

## Verdetti
- Odense Campione di Danimarca 1982.
- Odense ammesso alla Coppa dei Campioni 1983-1984.
- AGF e B 1903 ammesse alla Coppa UEFA 1983-1984.
- B 1901, KB e B 1909 retrocesse.